# Na lesní horce
Na lesní horce je přírodní památka u obce Čebín v okrese Brno-venkov. Jedná se o relativně malé území s výměrou 0,71 ha. Jako předmět ochrany je stanoven výskyt teplomilných rostlin, zejména koniklece velkokvětého (Pulsatilla grandis).